# In Gottes Namen
In Gottes Namen ist das zweite Album des deutschen Hip-Hop-Künstlers Alligatoah. Es erschien am 19. Dezember 2008 über das deutsche Hip-Hop-Label rappers.in. Es erhielt am 29. November 2013 ein Re-Release auf Alligatoahs neuem Label Trailerpark.

## Cover
Das Cover ist gezeichnet und trägt ein Abbild Alligatoahs mit seiner Terrorsturmmaske und einem Schachbrett im Vordergrund. Man sieht Alligatoah von hinten, sein Blick ist an dem Schachbrett vorbeigerichtet. Er hält eine Waffe, die ebenfalls am Schachbrett vorbeigerichtet ist und in der rechten Hand gehalten wird. Außerdem trägt er einen Sprenggürtel. In seiner linken Hand hält Alligatoah einen Zettel, der zusammengedrückt wird. Der Hintergrund ist im Wüstenszenario gehalten und die Umrisse einer orientalischen Stadt sind zu sehen, die Elemente verschiedenster Religionen enthält.

## Titelliste
1. Helden... (Intro)
2. In Gottes Namen
3. Dagegen
4. Eine Welt (feat. Philliz)
5. Ich kann am besten I
6. Zwei Missionare (feat. Snew)
7. Mein Gott hat den Längsten
8. Reallife 1.6 (feat. Prayamond)
9. Der einzig(st)e Terrorist im Dorf (feat. Mighty Morris)
10. Ich kann am besten II
11. Raubkopierah
12. Es gibt einen Ort
13. Teufelskreis
14. Totgeschwiegen
15. Ich kann am besten III
16. Sprenggürtel
17. Im Namen des Gesetzes (feat. Tobi Tait & Selbstjustizz)
18. ...tod (Outro)

## Rezeption
Das deutsche Hip-Hop-Magazin Juice zeichnete das Album als Demo des Monats aus.